# Danielle Scott (Freestyle-Skierin)
Danielle Scott (* 7. März 1990 in Sydney) ist eine australische Freestyle-Skierin. Sie ist auf die Disziplin Aerials (Springen) spezialisiert.

## Biografie
Bis zum Alter von 13 Jahren betrieb Scott zunächst Kunstturnen. 2006 wurde sie von Weltmeisterin Jacqui Cooper dazu überredet, zum Freestyle-Springen zu wechseln, obwohl sie zuvor noch nie Ski gefahren war. Nachdem sie ab Februar 2009 vereinzelt an Wettkämpfen des Nor-Am Cups und des Europacups teilgenommen hatte, folgte am 15. Januar 2012 das Weltcup-Debüt am Mont Gabriel, wo sie sogleich Achte wurde. Im weiteren Verlauf der Weltcupsaison 2011/12 gelangen ihr fünf weitere Top-10-Platzierungen. Von der FIS erhielt sie dafür die Auszeichnung „Rookie of the Year“.
In sechs von sieben Weltcupspringen der Saison 2012/13 konnte sich Scott unter den besten zehn platzieren, mit einem vierten Platz als Bestergebnis. Bei den Weltmeisterschaften 2013 in Voss gewann sie die Bronzemedaille. Die erste Podestplatzierung im Weltcup gelang ihr am 18. Januar 2014, als sie in Lake Placid auf den zweiten Platz sprang. Bei den Olympischen Winterspielen 2014 erzielte sie den neunten Platz. Nachdem sie bei den Weltmeisterschaften 2015 am Kreischberg Fünfte geworden war, gelang ihr am 21. Februar 2015 in Moskau der erste Weltcupsieg. In der Aerials-Disziplinenwertung belegte sie den dritten Platz.
Scott schaffte in der Saison 2015/16 fünf Ergebnisse unter den besten fünf, davon zweimal einen zweiten Platz, was in der Disziplinenwertung den zweiten Rang ergab. Im Weltcupwinter 2016/17 errang sie einen Sieg in Beida Lake und wurde dreimal Zweite, womit sie in der Disziplinenwertung den zweiten Rang wiederholte. Bei den abschließenden Weltmeisterschaften 2017 in der Sierra Nevada gewann sie die Silbermedaille. Zu Beginn der Saison 2017/18 gewann sie zum dritten Mal ein Weltcupspringen.

## Erfolge

### Olympische Spiele
- Sotschi 2014: 9. Aerials
- Pyeongchang 2018: 12. Aerials
- Peking 2022: 10. Aerials

### Weltmeisterschaften
- Voss 2013: 3. Aerials
- Kreischberg 2015: 5. Aerials
- Sierra Nevada 2017: 2. Aerials
- Almaty 2021: 4. Aerials
- Bakuriani 2023: 2. Aerials

### Weltcupwertungen
| Saison  | Gesamt | Gesamt | Aerials | Aerials |
| Saison  | Platz  | Punkte | Platz   | Punkte  |
| ------- | ------ | ------ | ------- | ------- |
| 2011/12 | 33.    | 26     | 11.     | 265     |
| 2012/13 | 25.    | 36     | 8.      | 249     |
| 2013/14 | 18.    | 37     | 6.      | 184     |
| 2014/15 | 12.    | 42,29  | 3.      | 296     |
| 2015/16 | 10.    | 54,17  | 2.      | 325     |
| 2016/17 | 6.     | 63,86  | 2.      | 447     |
| 2017/18 | 37.    | 30,83  | 6.      | 185     |
| 2020/21 | -      | -      | 14.     | 145     |
| 2021/22 | -      | -      | 4.      | 280     |

### Weltcupsiege
Scott errang im Weltcup bisher 13 Podestplätze, davon 6 Siege:
| Nr. | Datum             | Ort           | Land               |
| --- | ----------------- | ------------- | ------------------ |
| 1   | 21. Februar 2015  | Moskau        | Russland           |
| 2   | 18. Dezember 2016 | Beida Lake    | China              |
| 3   | 17. Dezember 2017 | Secret Garden | China              |
| 4   | 4. Dezember 2022  | Ruka          | Finnland           |
| 5   | 3. Februar 2023   | Deer Valley   | Vereinigte Staaten |
| 6   | 5. März 2023      | Engadin       | Schweiz            |

### Weitere Erfolge
- 10 Podestplätze im Europacup, davon 8 Siege